# Jean-Marie-Louis Verret
Jean-Marie-Louis Verret, francoski general, * 1880, † 1983.